# 赵成吉
赵成吉（英語：Jo Song-gil），或译曹成吉，脱北者，前朝鲜民主主义人民共和国高级外交官，朝鲜驻意大利代理大使，外界推测为朝鲜某个高级官员的亲属，2018年底在意大利任职期间失踪。2020年10月韩国国会情报委员会主席证实，自2019年7月起赵成吉就在韩国定居，赵成吉是继張承吉、太永浩后又一位脱离北朝鲜的高级外交官员。

## 脱北
自2017年10月因朝鲜核试验问题，意大利驱逐了朝鲜原驻意大利大使文正南后赵成吉就代理大使职位。为加强对驻外使节的控制，北朝鲜会要求外交人员的直系亲属留在国内，但赵成吉的妻子及女儿随同他一起驻外任职，外界推测赵成吉的身份并不一般。2018年11月，赵成吉与妻子在离开大使馆之后，既失去音讯，赵成吉17岁女儿则被留在大使馆，于11月14日被意大利遣返回北朝鲜，意大利声明称是她自愿要求回国。韩国官员证实赵成吉于2019年7月入境韩国，并要求韩国政府对其行踪进行保密，但在2020年7月韩国官员依旧公开了赵成吉的行踪消息，并引起了韩国反对派的批评，认为公开赵成吉投诚消息可能会危害赵成吉在朝鲜17岁女儿的生命安全。